# Bataille de Chenaya
Guerre d'Afghanistan
La bataille de Chenaya a lieu du 11 au 13 août 2018 pendant la guerre d'Afghanistan.

## Prélude
À l'été 2018, la base militaire de Chenaya commence à subir des attaques des taliban,,. Surnommée le « camp chinois », et située dans le district de Ghormach, dans la province de Fâryâb, la base de Chenaya a été construite dans les années 2000 par la Force internationale d'assistance et de sécurité et elle doit son surnom à un projet de développement chinois, depuis abandonné. Vers fin juillet 2018, la base commence à être régulièrement pilonnée par des roquettes et son commandant, le capitaine Sayid Azam, demande à plusieurs reprises des renforts, mais sans succès,. Le poste est alors défendu par seulement 106 hommes : des douaniers et des soldats du 6e bataillon de la 1re brigade du 209e corps de l'Armée nationale afghane. La garnison manque de vivres et de munitions et ses soldats n'ont pas touché leur solde depuis dix mois. Pendant plusieurs jours, aucun hélicoptère n'est disponible pour apporter des secours ; le capitaine Azam se plaint notamment avec colère que trois appareils aient été utilisés pour transporter des prisonniers de l'État islamique capturés après la bataille de Darzab. Finalement un seul hélicoptère gagne la base début août, mais il n'apporte que trois sacs de riz comme ravitaillement.

## Déroulement
Les 11 et 12 août 2018, les taliban attaquent la base en force. Les affrontements ont lieu dans les postes avancés et les lignes de défenses qui entourent la base. Cependant l'armée afghane concentre ses efforts dans la bataille de Ghazni, et la base de Chenaya ne reçoit toujours aucun renfort. Le jour, les insurgés ouvrent le feu depuis les collines environnantes, et la nuit ils tentent de se rapprocher de la base. Après ces deux jours de combats, la moitié des défenseurs sont tués ou blessés et le capitaine Azam figure parmi les morts,. 
Le matin du 13 août, des soldats commencent à se rendre aux taliban par petits groupes. À la fin de la journée, les quarante derniers défenseurs sortent du camp les bras en l'air et se rendent,. Les taliban alignent alors leurs prisonniers et prennent leurs armes et leurs gilets pare-balles, mais ils leur laissent leurs téléphones portables et leurs objets personnels. Ils réquisitionnent ensuite deux bus, dont ils font descendre les passagers, pour conduire leurs prisonniers vers un lieu inconnu.

## Les pertes
Le 12 août, après les deux premiers jours de combats, le lieutenant Shah Fahim, présent à l'intérieur de la base, déclare par téléphone à un journaliste du New York Times que le capitaine Sayid Azam est mort, et que sur les 100 défenseurs de la base, 21 soldats et 15 agents des douanes ont été tués et que 33 soldats sont blessés, tandis que les taliban sont estimés à un millier de combattants. Le lieutenant Shah Fahim déclare alors au journaliste : « La base est pleine de blessés et de morts, et toute la place est couverte de sang. C'est un miracle que nous soyons vivants. [...] Les talibans sont juste de l’autre côté du mur. [...] C'est peut-être la dernière fois que nous parlons ». Selon le témoignage du lieutenant Mohammad Reza, le lieutenant Shah Fahim se rend le lendemain aux taliban avec cinq de ses hommes. Le lieutenant Mohammad Reza se rend également par la suite avec les derniers défenseurs, mais il parvient à s'échapper en se débarrassant de son uniforme et en se mêlant à des civils.
Le 14 août, Mohammad Hanif Rezaee, le porte-parole de l'armée pour le nord du pays, déclare qu'au moins 14 hommes ont été tués sur les 100 militaires qui occupaient la base au début de l'attaque. Un élu local, Hashim Otaq, fait quant à lui état de 14 soldats tués et d'une quarantaine d'autres faits prisonniers.